# Campeonato Mundial de Ciclismo en Pista de 1974
El LXXI Campeonato Mundial de Ciclismo en Pista se celebró en Montreal (Canadá) entre el 14 y el 20 de agosto de 1974 bajo la organización de la Unión Ciclista Internacional (UCI) y la Federación Canadiense de Ciclismo.
Las competiciones se realizaron en el velódromo de la Universidad de Montreal. En total se disputaron 11 pruebas, 10 masculinas (3 profesionales y 6 amateur) y 2 femeninas.

## Medallistas

### Masculino profesional
| Evento                 | Oro                         | Plata                      | Bronce                       |
| ---------------------- | --------------------------- | -------------------------- | ---------------------------- |
| Velocidad individual   | Peder Pedersen Dinamarca    | John Nicholson Australia   | Robert Van Lancker · Bélgica |
| Persecución individual | Roy Schuiten · Países Bajos | Ferdinand Bracke · Bélgica | René Pijnen · Países Bajos   |
| Medio fondo            | Cees Stam · Países Bajos    | Theo Verschueren · Bélgica | Attilio Benfatto · Italia    |

### Masculinoamateur
| Evento                  | Oro                                                           | Plata                                                                | Bronce                                                            |
| ----------------------- | ------------------------------------------------------------- | -------------------------------------------------------------------- | ----------------------------------------------------------------- |
| Velocidad individual    | Anton Tkáč Checoslovaquia                                     | Serguei Kravtsov URSS                                                | Giorgio Rossi · Italia                                            |
| Persecución individual  | Hans Lutz RFA                                                 | Orfeo Pizzoferrato · Italia                                          | Thomas Huschke RDA                                                |
| Persecución por equipos | RFA Günther Schumacher Peter Vonhof Hans Lutz Dietrich Thurau | RDA Heinz Richter Thomas Huschke Uwe Unterwalder Klaus-Jürgen Grünke | Checoslovaquia Pavel Doležel Petr Kocek Michal Klasa Milan Puzrla |
| 1 km contrarreloj       | Eduard Rapp URSS                                              | Ferruccio Ferro · Italia                                             | Janusz Kierzkowski · Polonia                                      |
| Medio fondo             | Jean Breuer RFA                                               | Martin Venix · Países Bajos                                          | Miquel Espinós España                                             |
| Tándem                  | Checoslovaquia Vladimír Vačkář Miroslav Vymazal               | URSS Viktor Kopylov Vladimir Semenets                                | Polonia · Benedykt Kocot · Andrzej Bek                            |

### Femenino
| Evento                 | Oro                      | Plata                     | Bronce                       |
| ---------------------- | ------------------------ | ------------------------- | ---------------------------- |
| Velocidad individual   | Tamara Pilshchikova URSS | Sue Novara Estados Unidos | Galina Tsariova URSS         |
| Persecución individual | Tamara Garkushina URSS   | Valentina Smirnova URSS   | Cornelia Hage · Países Bajos |

## Medallero
| Núm. | País           | Oro | Plata | Bronce | Total |
| ---- | -------------- | --- | ----- | ------ | ----- |
| 1    | URSS           | 3   | 3     | 1      | 7     |
| 2    | RFA            | 3   | 0     | 0      | 3     |
| 3    | Países Bajos   | 2   | 1     | 2      | 5     |
| 4    | Checoslovaquia | 2   | 0     | 1      | 3     |
| 5    | Dinamarca      | 1   | 0     | 0      | 1     |
| 6    | Italia         | 0   | 2     | 2      | 4     |
| 7    | Bélgica        | 0   | 2     | 1      | 3     |
| 8    | RDA            | 0   | 1     | 1      | 2     |
| 9    | Australia      | 0   | 1     | 0      | 1     |
| 9    | Estados Unidos | 0   | 1     | 0      | 1     |
| 11   | Polonia        | 0   | 0     | 2      | 2     |
| 12   | España         | 0   | 0     | 1      | 1     |
|      | TOTAL          | 11  | 11    | 11     | 33    |